# Eupteryx multifaciata
Eupteryx multifaciata är en insektsart som beskrevs av Singh 1969. Eupteryx multifaciata ingår i släktet Eupteryx och familjen dvärgstritar. Inga underarter finns listade i Catalogue of Life.